# Bana (peuple)
Pour les articles homonymes, voir Bana.
Les Bana sont une population d'Afrique de l'Ouest vivant au nord du Cameroun. 